# Alfred Mosher Butts
Alfred Mosher Butts (Poughkeepsie (New York), 13 april 1899 - Rhinebeck (New York), 4 april 1993) was een Amerikaans architect en uitvinder. In 1938 bedacht hij het bordspel Scrabble. 
Butts, die in het begin van de jaren dertig werkloos raakte, was geobsedeerd door spelletjes. Hij deelde spellen in in drie categorieën, spellen met dobbelstenen en bingo-achtige, spellen als schaken en dammen en spellen met letters zoals anagrammen. Omdat kruiswoordpuzzels in die jaren erg populair waren besloot Butt daar een bordspel van te maken. Hij nam de New York Times en turfde de frequenties van de letters. Het duurde tien jaar voordat het spel op de markt kwam. Nu zijn er ongeveer 100 miljoen van verkocht.